# کیریو دویدوف
کیریو دویدوف (اوکراینی: Кирилo Юрійович Давидов؛ زادهٔ ۶ نوامبر ۱۹۸۸) بازیکن فوتبال اهل اوکراین است.
از باشگاه‌هایی که در آن بازی کرده‌است می‌توان به باشگاه فوتبال تاوریا سیمفروپول اشاره کرد.
وی همچنین در تیم ملی فوتبال زیر ۲۱ سال اوکراین بازی کرده‌است.